# Countryman – Verschollen im Dschungel
Countryman – Verschollen im Dschungel ist ein 1982 erschienener Musik-Spielfilm, der auf Jamaika gedreht wurde und ebendort spielt. Regie führte Dickie Jobson, Manager von Bob Marley & the Wailers von 1973 bis 1975. Drehbuchautoren sind Dickie Jobson und Michael Thomas, letzterer Reporter des Musikmagazins Rolling Stone. Die Hauptrollen besetzen Countryman, Hiram Keller, Kristina St. Clair sowie Carl Bradshaw.

## Handlung
Countryman ist ein jamaikanischer Fischer, dessen einfaches, beschauliches Leben durch die Rettung von zwei US-Amerikanern aus dem Wrack eines abgestürzten Kleinflugzeugs aus der Bahn gerät. Dabei wird Countryman in die politischen Intrigen des gefährlichen Colonel Sinclair verwickelt. Sinclair bezichtigt die Absturzopfer des Waffen- und Drogenschmuggels im Namen der CIA und versucht mit aller Macht deren Festnahme, um daraus politische Vorteile zu erlangen und eine anstehende Wahl zu gewinnen. Countrymans naturverbundene Lebensweise, seine Spiritualität und die genaue Kenntnis der Umwelt bieten die beste Voraussetzung, die beiden Gesuchten in unwegsamem Gelände zu verstecken und das Abenteuer gemeinsam zu überstehen.

## Hintergrund
Der Protagonist Countryman trägt auch im wirklichen Leben den Namen Countryman. Sein eigentlicher Taufname ist Lothan. Er ist Angehöriger der Rasta-Bewegung und lebt mit seinen Angehörigen auf einem abgeschiedenen Teil der Insel Jamaika, weitgehend abgetrennt durch eine Sumpflandschaft. Das Gelände ist nur per Boot sicher erreichbar. Er bestreitet seinen Lebensunterhalt – wie auch im Film – mit Fischfang. Er lebt arm, aber glücklich, ohne Schuhe, nur mit einer Badehose bekleidet und überlässt seinen Körper, wie er selbst sagt, dem Klima der Insel. Seine Ideologie beinhaltet Bescheidenheit, Nächstenliebe und große Naturverbundenheit, um Konflikte jeglicher Art zu vermeiden.
Das erste Zusammentreffen zwischen Drehbuchautor Dickie Jobson und Countryman fand um 1973 statt. Filmproduzent Chris Blackwell, Gründer des Plattenlabels Island Records, lernte Countryman über seinen Freund Dickie Jobson kennen. Beeindruckt von Countrymans Einzigartigkeit beschloss man, einen Film zu drehen, der auf das wirkliche Leben des Hauptdarstellers zugeschnitten ist.

## Filmmusik
Der Film ist den Worten und der Musik des 1981 verstorbenen Reggae-Musikers Bob Marley gewidmet. Entsprechend liefern Stücke von Bob Marley & the Wailers den größten Teil der Filmmusik in Countryman. Weitere Interpreten sind: Wally Badarou, Rico Rodriguez, Steel Pulse, Aswad, Dennis Brown, Toots & The Maytals, Fabulous Five, Jah Lion, Human Cargo sowie Lee Perry.